# Cassandra Nix
Cassandra Nix (Springfield, Ohio; 6 de mayo de 1992) es una actriz pornográfica, modelo erótica y camgirl estadounidense.

## Biografía
Natural del estado de Ohio, Nix nació en la ciudad de Springfield, en mayo de 1992. Tras cumplir los 19 años, se marchó de casa y se trasladó a Los Ángeles, donde comenzó una corta carrera en la industria para adultos como camgirl para diversas webs de contenido erótico. Tras apenas un mes como modelo, decidió probar suerte en la industria cinematográfica, debutando como actriz pornográfica en 2011 y empezando a rodar sus primeras escenas explícitas hardcore.
Como actriz, ha trabajado con productoras como Evil Angel, Zero Tolerance, Vivid, Girlfriends Films, Hustler, Elegant Angel, Naughty America, Devil's Film, New Sensations, Kink.com, Wicked, Reality Kings o Bangbros, entre otras.
En 2012 grabó para Evil Angel su primera escena de doble penetración en el título Old School, dirigido por Bobbi Starr.
En 2013 recibió sus dos primeras nominaciones en los Premios AVN en las categorías de Mejor actriz revelación y Mejor escena de sexo oral, esta última por Filthy Cocksucking Auditions. También ese año logró otra nominación para los Premios XBIZ a la Mejor escena de sexo en película protagonista por su trabajo en Revenge of the Petites.
Un año después, en 2014, volvía a los Premios AVN con otra nominación, esta vez a la Mejor escena de sexo lésbico en grupo, junto a Ashley Fires y Roxy Raye, por Gape Lovers 8.
Se retiró en 2019, habiendo rodado más de 230 películas como actriz.

## Premios y nominaciones
| Año  | Ceremonia                   | Resultado | Premio                                        | Trabajo                      |
| ---- | --------------------------- | --------- | --------------------------------------------- | ---------------------------- |
| 2012 | Nightmoves                  | Nominada  | Mejor actriz revelación                       | —                            |
| 2013 | Premios AVN                 | Nominada  | Mejor actriz revelación                       | —                            |
| 2013 | Premios AVN                 | Nominada  | Mejor escena de sexo oral                     | Filthy Cocksucking Auditions |
| 2013 | Premios XBIZ                | Nominada  | Mejor escena de sexo en película protagonista | Revenge of the Petites       |
| 2013 | Sex Awards                  | Nominada  | Estrella porno del año                        | —                            |
| 2013 | Spank Bank Technical Awards | Ganadora  | Cock Coozie                                   | —                            |
| 2014 | Premios AVN                 | Nominada  | Mejor escena de sexo lésbico en grupo         | Gape Lovers 8                |
| 2014 | Spank Bank Awards           | Nominada  | Most Underrated Slut                          | —                            |